# Brasserie du Pêcheur c. Allemagne
Brasserie du Pêcheur c. Allemagne et R (Factortame) c. SS for Transport (No 3) (1996) C-46/93 et C-48/93 est une affaire conjointe de droit de l'UE concernant la responsabilité de l'État pour violation du droit dans l'Union européenne.

## Faits
Une brasserie française a intenté un procès en dommages et intérêts contre le gouvernement allemand pour ne pas l'avoir autorisée à exporter de la bière vers l'Allemagne, fin 1981, pour non-respect du Biersteuergesetz 1952 9 et 10. La Commission a estimé que cette mesure constituait une violation de l'article 30 du TEEC et a engagé une procédure d'infraction contre l'Allemagne pour interdiction (1) de commercialisation de produits appelés bière et (2) d'importation de bière avec additifs. La CJCE avait jugé que l'interdiction de commercialisation était incompatible avec les traités dans l'affaire Commission c. Allemagne (1987), affaire 178/84. La Brasserie du Pêcheur a alors réclamé 1,8 million de Deutsche Mark, soit une fraction de la perte subie par celle-ci.
La cour suprême allemande pour les affaires civiles, appelée le Bundesgerichtshof (également abrégée en BGH), a déclarée dans son jugement de l'affaire que, conformément au § 839 du BGB, GG Art. 34, pour qu'un État soit responsable, il doit avoir agi volontairement ou par négligence, et seulement si une loi a été écrite pour bénéficier à un tiers.
Dans l'affaire jointe Factortame, les pêcheurs espagnols ont poursuivi le gouvernement britannique en vue d'obtenir une indemnisation en vertu de la loi sur la marine marchande de 1988. Le gouvernement britannique a fait valoir que la législation avait été adoptée de bonne foi et n’avait pas l’intention de violer les dispositions du Traité, et ne devrait donc pas être tenue responsable.
Dans ses conclusions, l'avocat général Tesauro a noté que seulement 8 dommages et intérêts avaient été accordés jusqu'en 1995.

## Jugement

### Cour de justice
La Cour de justice a jugé que le fait que le Parlement Européen ait adopté la loi importait peu et qu'il était toujours responsable. Une décision préalable de la CJCE n’était pas non plus une condition préalable à la responsabilité. 
Pour qu'il y ait dommages et intérêts, une loi doit (1) avoir pour objet de conférer des droits aux particuliers (2) être suffisamment grave (3) avoir un lien de causalité entre la violation et le dommage. La responsabilité des États membres découle du principe d’effectivité de la loi. La responsabilité des États membres suit les mêmes principes de responsabilité que ceux qui régissent l’UE elle-même. Dans un contexte législatif, avec un large pouvoir d'appréciation, il faut démontrer qu’il y a eu un mépris manifeste et grave des limites à l’exercice du pouvoir discrétionnaire.
 « 20 Ainsi qu'il ressort du point 33 de l'arrêt Francovich e.a., la pleine efficacité du droit communautaire serait compromise si les particuliers n'étaient pas en mesure d'obtenir réparation lorsque leurs droits sont violés par une infraction au droit communautaire.
[...]
55 Quant à la seconde condition, tant en ce qui concerne la responsabilité de la Communauté au titre de l'article 215 que la responsabilité des États membres pour violation du droit communautaire, le critère déterminant pour constater qu'une violation du droit communautaire est suffisamment caractérisée est celui de la méconnaissance manifeste et grave, par l'État membre ou l'institution communautaire concernée, des limites de son pouvoir d'appréciation.
56 Parmi les éléments à prendre en considération figurent notamment la clarté et la précision de la règle violée, la marge d'appréciation laissée par cette règle aux autorités nationales ou communautaires, le caractère intentionnel ou involontaire de la violation et du préjudice causé, le caractère excusable ou inexcusable de l'erreur de droit, le fait que la position prise par une institution communautaire a pu contribuer à l'omission, ainsi que l'adoption ou le maintien de mesures ou de pratiques nationales contraires au droit communautaire.
57 En tout état de cause, une violation du droit communautaire sera manifestement suffisamment caractérisée si elle a persisté en dépit d'un arrêt constatant la violation en cause, d'un arrêt préjudiciel ou d'une jurisprudence constante de la Cour en la matière dont il ressort que le comportement en cause constituait une violation.
[...]
63. Afin de déterminer si la violation de l'article 52 ainsi commise par le Royaume-Uni est suffisamment caractérisée, la juridiction nationale pourrait prendre en compte, notamment, les litiges juridiques relatifs aux particularités de la politique commune de la pêche, l'attitude de la Commission, qui a fait connaître sa position au Royaume-Uni en temps utile, ainsi que les appréciations sur l'état de certitude du droit communautaire formulées par les juridictions nationales dans le cadre des procédures de référé introduites par des particuliers affectés par le Merchant Shipping Act. »

### Cour suprême allemande (Bundesgerichtshof)
Lorsque l'affaire de la Brasserie est revenue devant la Cour suprême allemande pour les affaires civiles ( Bundesgerichtshof ), celle-ci a décidé que les violations n'étaient pas suffisantes pour rendre l'Allemagne responsable. Elle a déclaré qu'il n'est pas nécessaire de prouver l'intention ou la négligence pour que la responsabilité soit établie.